# Sân bay Yola
Sân bay Yola (IATA: YOL, ICAO: DNYO) là một sân bay ở Yola, Nigeria.

## Hãng hàng không và điểm đến
| Hãng hàng không          | Các điểm đến        |
| ------------------------ | ------------------- |
| Aero Contractors         | Abuja, Lagos        |
| Air Peace                | Abuja, Lagos        |
| Arik Air                 | Abuja               |
| Dornier Aviation Nigeria | Bay thuê: Maiduguri |
| Max Air                  | Abuja, Kano, Lagos  |
| Med-View Airline         | Abuja, Lagos        |